# As Tears Go By
〈As Tears Go By〉는 믹 재거, 키스 리처즈, 롤링 스톤스의 매니저 앤드류 루그 올덤이 작곡한 곡이다. 마리안느 페이스풀은 1964년 영국에서 싱글로 발매된 이 곡을 녹음했다. 그녀의 노래는 영국 싱글 차트 9위에 정점을 찍었다. 이후 롤링 스톤스는 그들만의 버전을 녹음했는데, 이 음반은 미국 음반 《December's Children (And Everybody's)》에 수록되었다. 런던 레코드는 이를 싱글로 발표했는데, 이는 빌보드 핫 100 싱글 차트 6위에 올랐다.